# Domingo Petrarca

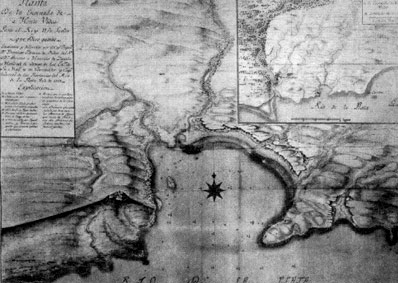
Plànol de la badia de Montevideo.

Domingo Petrarca (nascut el segle XVII - Buenos Aires (Argentina), 1736), va ser un enginyer militar que es va encarregar de dissenyar el plànol de la badia de Montevideo el 1719.
No hi ha fonts que brindin informació del lloc ni de la data de naixement, però pel seu cognom es pot deduir que el seu origen va ser italià. Se'l coneix com a contemporani de Bruno Mauricio de Zabala, fundador de Montevideo, atès que el 1717 es trobaven junts a Buenos Aires.

## Obra
A causa de l'avenç portuguès Zabala demana a Petrarca que realitzes delimitacions a la ciutat, després de desallotjar els portuguesos. Zabala va considerar necessari, després del desallotjament, fortificar i poblar la badia de Montevideo com a manera de mantenir les seves terres. Petrarca a més de planificar les fortificacions, també va dissenyar la ciutat on s'allotjarien les noves famílies.
Així mateix, va ser qui es va encarregar d'una construcció que el 1724 es va denominar "El fort", ubicada on avui dia es troba la plaça Zabala a Montevideo. Aquest lloc va oficiar de Casa de Govern fins a 1880.
Domingo Petrarca va morir el 1736 a Buenos Aires.